# Automóvil blindado Minerva
El Minerva (en francés: Automitrailleuse Minerva) era un automóvil blindado desarrollado a partir de automóviles civiles de la firma automovilística Société Anonyme Minerva Motors para el ejército belga al comienzo de la Primera Guerra Mundial.

## Historia, diseño y desarrollo
A principios del siglo XX, los primeros automóviles blindados militares se fabricaron agregando blindaje y armas a los automóviles existentes. El primer automóvil blindado considerado como tal, fue el Motor War Car, diseñado y construido por el ingeniero de motores Frederick Richard Simms y patrocinado por la firma Vickers, Sons & Maxim en Gran Bretaña.
Otro de los primeros automóviles blindados de la época fue el Charron, Girardot et Voigt 1902 francés, presentado en el Salon de l'Automobile et du Cycle en Bruselas, en marzo de 1902. El vehículo estaba equipado con una ametralladora Hotchkiss, y con blindaje protector de 7 mm para el artillero aunque, también, era solo un prototipo y nunca se usó en combate. Así como el Austro-Daimler Panzerautomobil, desarrollado por Paul Daimler; el vehículo fue construido en 1905 y tenía un sistema de tracción a las cuatro ruedas revolucionario para su época. Junto con una carrocería totalmente blindada y una torreta totalmente giratoria, el vehículo presentaba muchos elementos que se utilizarían en diseños de automóviles blindados posteriores, por lo que estos dos vehículos pueden considerarse los primeros automóviles blindados "modernos". 

### El ejército belga: pionero en el uso de vehículos blindados
Aunque previamente el Regio Esercito italiano había sido el primero en utilizar vehículos blindados en un teatro de conflicto durante la guerra ítalo-turca de 1911-1912, ya en 1912 el ejército belga era pionero en pequeñas unidades de patrulla usando automóviles de serie, armados con ametralladoras. La buena red de carreteras y el terreno plano de Bélgica propiciaban el uso de vehículos blindados; sin embargo, la falta de protección era una clara desventaja en los vehículos disponibles. A principios de agosto de 1914, pocos días después de que Bélgica entrara en guerra, el teniente Charles Henkart propuso construir nuevos vehículos blindados. La tecnología de chasis de serie, con blindaje y ametralladoras, podría fortalecer las unidades existentes y proporcionar algunas ventajas sobre el enemigo. Inicialmente, Henkart "donó" dos automóviles Minerva de su propiedad. Este hecho afectó el tamaño del primer lote de equipos, que debía mostrar la exactitud de la propuesta y las soluciones utilizadas. Este par de automóviles civiles fueron transferidos a las acerías Société anonyme pour l'Exploitation des Etablissements John Cockerill en Seraing. Los empleados de esta empresa, en cooperación con los militares, debían llevar a cabo la reestructuración del chasis Minerva 16CV, que fue enviado sin carrocería; allí fue equipado con planchas de blindaje de 4 mm de espesor. En el caso de la aparición de un pedido para la producción de vehículos blindados, se planificó involucrar a la empresa Société Anonyme Minerva Motors en Amberes, que debía construir el chasis requerido.

### Diseño
Los vehículos blindados iniciales eran ad hoc, pero pronto Minerva creó un diseño estándar. De acuerdo con el nombre de la compañía fabricante de automóviles, el vehículo blindado fue designado Minerva. Para evitar confusiones, este nombre a menudo iba acompañado de la especificación de la clase de vehículo; en este caso, su designación militar fue Automitrailleuse Minerva.
Para compensar el aumento de masa, se agregaron ruedas dobles al eje trasero. El cuerpo consistía en láminas de varias formas y tamaños que tenían un grosor máximo de 4 mm. Las partes individuales de la configuración requerida se fijaron en el marco común. El cuerpo debía proporcionar protección contra proyectiles de fusil y fragmentos ligeros de metralla. Por una variedad de razones, el casco no recibió un techo. La caja abierta permitió entrar al automóvil "por el costado" y prescindir de las escotillas laterales que debilitaban la estructura. La única superestructura abierta (también llamada "bañera") albergaba al conductor, comandante y artillero aunque, la tripulación podía llegar a tener hasta seis hombres.
La superestructura era plana en la parte delantera y redondeada en la parte posterior. El montaje del anillo para la ametralladora se colocó en la parte trasera lo que permitió girar el montaje por completo. La ametralladora, una Hotchkiss modelo 1909 calibre 7,92 mm (según otras fuentes, disparaba el cartucho 8 mm Lebel), estaba protegida por un escudo. El motor y el radiador estaban protegidos por escotillas blindadas. El chasis del tipo 16CV se completó con un motor de gasolina Minerva 8 l de 40 cv y una transmisión mecánica, con una caja de cambios manual. La suspensión se construyó sobre la base de puentes y ballestas. Alrededor de treinta automóviles fueron transformados en automóviles blindados Minerva en 1914, antes de que la fábrica fuera capturada durante el avance alemán
En 1916 el diseño fue completamente revisado. La parte superior abierta fue completamente cerrada, la ametralladora se trasladó a popa debajo de una cúpula blindada, y se agregaron dos puertas laterales. Al menos uno estaba equipado con un cañón Puteaux SA 18 de 37 mm, sin embargo, no consta cuántos ejemplares 
se construyeron de esta versión.

## Historia operacional

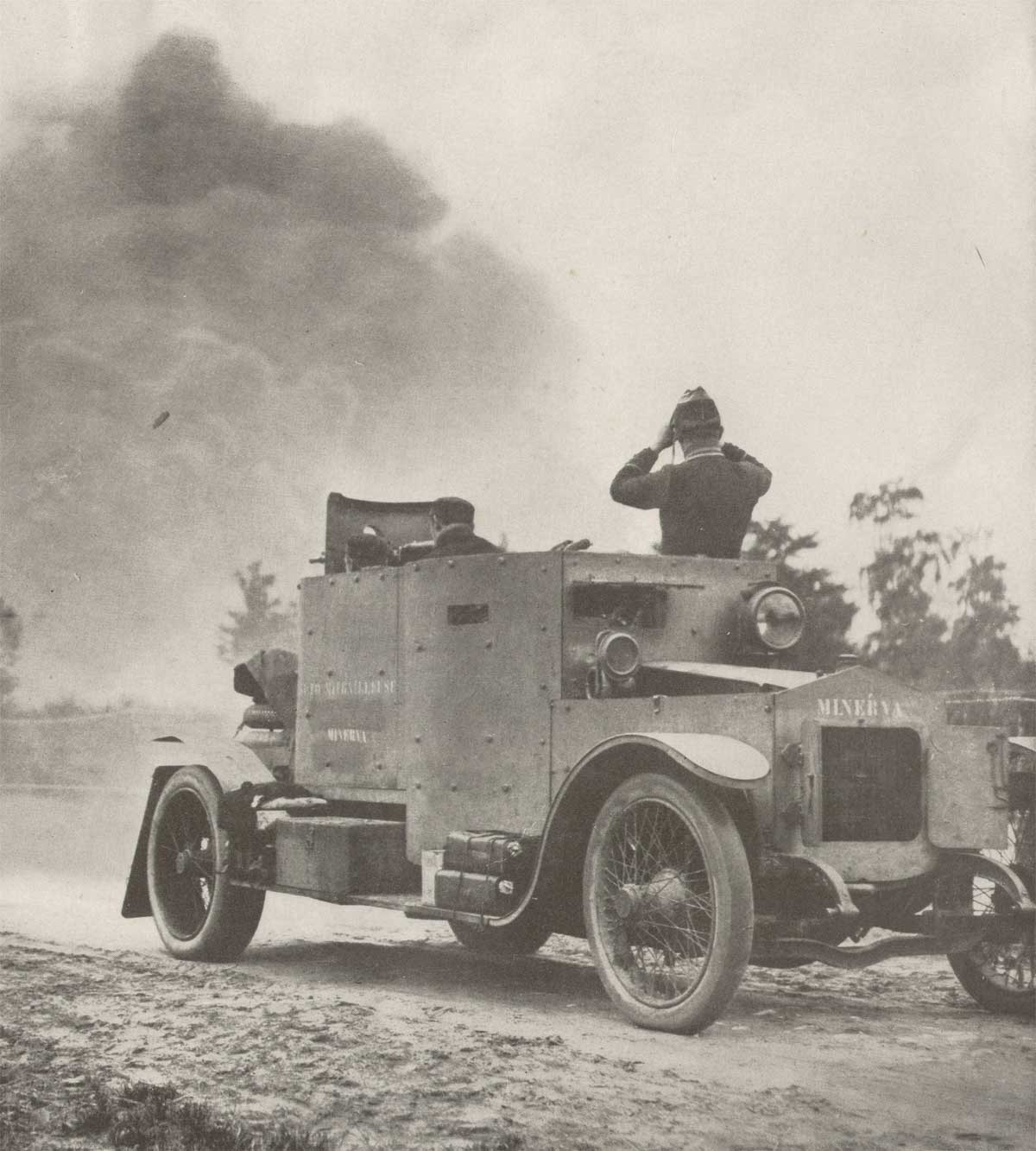
Un Minerva cerca de Amberes, 1914.

El uso del Minerva en combate a principios de septiembre de 1914 convirtió a Bélgica en una de las primeras naciones en emplear automóviles blindados en la Primera Guerra Mundial. Los periódicos estadounidenses informaron del uso de vehículos blindados en septiembre de 1914. El ejército belga usó los autos como unidades de caballería motorizadas con pelotones de tres vehículos. Las unidades de automóviles blindados se utilizaron principalmente para reconocimiento, fuego de apoyo a la infantería y misiones detrás de las líneas enemigas.  Como se indica, la tripulación estaba parcialmente expuesta a disparos con la parte superior abierta. Esto resultaría fatal para el teniente Henkart cuando el 6 de septiembre de 1914 murió por disparos después de que el automóvil blindado en el que se encontraba fuera atrapado en una emboscada alemana. Después de que el Frente Occidental se empantanara en la guerra de trincheras, algunos de los Minerva fueron enviados al Frente Oriental con el Cuerpo Expedicionario Belga en Rusia.
Los alemanes capturaron y modificaron cuatro automóviles blindados Minerva en 1914. Estos se usaron durante la invasión de Rumania, y al menos uno se usó en Berlín durante el Levantamiento Espartaquista de 1919. Otros Minerva fueron transferidos a los rusos y lucharon brevemente en 1917. La robustez del automóvil blindado Minerva permitió que algunos de ellos permanecieran en servicio con unidades de la Gendarmería hasta 1935. Incluso vieron uso en la guerra civil española.

### Vehículos blindados de similares características, uso y época
- Austro-Daimler Panzerautomobil
- Austin (vehículo blindado)
- Charron modelo 1905
- Ehrhardt EV/4
- Hotchkiss mle 1909
- Lanchester 4×2
- Lancia IZ
- Peugeot modelo 1914
- Automóvil blindado Rolls-Royce
- White AM modelo 1915/1918
- Anexo:Vehículos blindados de combate de la Primera Guerra Mundial